# Жуково (Псковский район)
Жуково — деревня в Ядровской волости Псковского района Псковской области.
Расположена на берегу реки Дубина, в 6 км от южной границы Пскова и деревни Черёха.
Численность населения деревни по состоянию на 2000 год составляла 8 жителей.